# Antonina Pojarkova
Antonina Ivanovna Pojarkova (1897-1980) est une exploratrice, botaniste et professeur soviétique.

## Carrière
Elle a réalisé d'importantes explorations dans le Caucase et dans l'Extrême-Orient soviétique.

## Quelques publications
- Flora murmanskoj oblasti. [La Flore de l'oblast de Mourmansk] Vypusk IV - Moscou ; Leningrad : Izdatelʹstvo Akademii nauk SSSR, 1959

## Espèces qui lui ont été dédiées
Un genre de la famille des Astéracées Pojarkovia lui a été dédié ainsi que les espèces suivantes :
- Cotoneaster pojarkovae Zakirov - Rosacée d'Asie centrale (Pamir-Alaï; Thian Shan)
- Galium pojarkovae Pobed. - Rubiacée transcaspienne
- Hyoscyamus pojarkovae Schönb.-Tem. - Solanacée d'Irak, Iran, Syrie, Égypte
- Kudrjaschevia pojarkovae Ikonn. - Lamiacée d'Asie centrale
- Ligularia pojarkovana S.W.Liu & T.N.Ho Astéracée de Mongolie
- Pojarkovia pojarkovae (Schischk.) Greuter - Astéracée de la région de Mourmansk
- Salicornia dolichostachya Moss subsp. pojarkovae ( N.Semen. ) M.Piirainen - Chenopodiacée

Pojark. est l’abréviation botanique standard de Antonina Pojarkova.
Consulter la liste des abréviations d'auteur en botanique ou la liste des plantes assignées à cet auteur par l'IPNI, la liste des champignons assignés par MycoBank, la liste des algues assignées par l'AlgaeBase et la liste des fossiles assignés à cet auteur par l'IFPNI.